# Parc René-Lévesque
Pour les articles homonymes, voir René Lévesque (homonymie) et Lévesque.
Le parc René-Lévesque est l'un des grands parcs de Montréal. D'une superficie de 14 hectares, il est situé dans l'arrondissement de Lachine, sur une jetée aux abords du fleuve Saint-Laurent et du canal de Lachine. Le parc est nommé en l’honneur de René Lévesque, fondateur du Parti québécois et premier ministre du Québec de 1976 à 1985.
La jetée a été créée en 1883 lors d'une expansion tardive du canal. Une autre jetée, créée en 1848 lors de la première expansion majeure du canal, sert aujourd'hui au Club de yacht de Lachine.
Vingt-deux sculptures d'artistes québécois sont intégrées dans ce parc, œuvres faisant partie du Musée de Lachine. Les installations ont été réalisées lors de trois symposiums de sculpture, le premier ayant eu lieu en 1985.
On trouve également dans le parc une piste cyclable, un arboretum et plusieurs espèces d'oiseaux.

## Sculptures du parc
- Hugh Leroy : Four Elements Column , 1967[2]